# Ризки Джуниансиа
Ри́зки Джуниа́нсиа (Rizki Juniansyah, род. 17 июня 2003, Бантен) — индонезийский тяжелоатлет, выступающий в весовой категории до 73 кг. Чемпион летних Олимпийских игр 2024 года, двукратный серебряный призёр чемпионатов мира, серебряный призёр чемпионата Азии 2024 года.

## Карьера
Родился 17 июня 2003 года в городе Серанг, административном центре провинции Бантен в семье индонезийских тяжелоатлетов Мохамада Ясина и Йени Рохаэни. Тяжёлой атлетикой занимались и двое старших братьев юноши. 
На чемпионате мира 2022 года, который состоялся в Колумбии, индонезийский атлет завоевал серебряную медаль в категории до 73 кг с результатом 347 кг по сумме двух упражнений.
В 2024 году на чемпионате Азии в Ташкенте Ризки стал серебряным призёром в категории до 73 кг с результатом 291 кг.
На летних Олимпийских играх 2024 года он выступал в весовой категории до 73 кг среди мужчин и завоевал золотую олимпийскую медаль, став первым индонезийцем-тяжелоатлетом олимпийским чемпионом. Он поднял 354 килограмма по сумме двух упражнений и зафиксировал олимпийский рекорд в толчке — 199 кг.
В декабре 2024 года в Манаме, на чемпионате мира, Ризки выступил в весовой категории до 73 кг, где смог завоевать серебряную медаль с результатом 340 кг. В упражнении толчок он завоевал малую бронзовую медаль (190 кг).

## Спортивные результаты
| Год  | Соревнование     | Место проведения | Весовая категория | Рывок  | Толчок    | Сумма двоеборья | Место |
| 2022 | Чемпионат мира   | Богота           | до 73 кг          | 155 кг | 192 кг    | 347 кг          | 2     |
| 2024 | Чемпионат Азии   | Ташкент          | до 73 кг          | 130 кг | 161 кг    | 291 кг          | 2     |
| 2024 | Олимпийские игры | Париж            | до 73 кг          | 155 кг | 199 кг OR | 354 кг          | 1     |
| 2024 | Чемпионат мира   | Манама           | до 73 кг          | 150 кг | 190 кг    | 340 кг          | 2     |